# Reducturus christianseni
Genre
Espèce
Reducturus christianseni, unique représentant du genre Reducturus, est une espèce de collemboles de la famille des Onychiuridae.

## Distribution
Cette espèce est endémique du Colorado aux États-Unis. Elle se rencontre dans la grotte Bair Cave.

## Étymologie
Cette espèce est nommée en l'honneur de Kenneth A. Christiansen.

## Publication originale
- Pomorski & Steinmann, 2004 : Four new genera of the North American Hymenaphorurini (Collembola: Onychiuridae) with a description of new species and key to World genera of the tribe. Insect Systematics & Evolution, vol. 35, no 1, p. 15-27.